# マルガリータ・テレサ王女 (マーソ)
『マルガリータ・テレサ王女』(マルガリータ・テレサおうじょ、西: La infanta Margarita de Austria、英: Margaret Theresa, Infanta of Spain) は、スペインのバロック絵画の画家フアン・バウティスタ・マルティネス・デル・マーソが1660年にキャンバス上に油彩で制作した絵画である。現在、マドリードのプラド美術館に所蔵されている。以前、作品はディエゴ・ベラスケスに帰属され、一般的にベラスケスの最後の作品であるとみなされた。具体的には、ドレスはベラスケスの手になり、マルガリータ・テレサ・デ・エスパーニャ王女の頭部 (ベラスケスの死亡時に未完成であった) とカーテンの下部は彼の弟子マーソが仕上げたと考えられていた。実際、1960年のX線撮影では、描きなおしの跡が明らかにされ、ベラスケスが死の前に顔や衣装のみを描き上げた未完成作をマーソが完成させたと推定されたのである。しかしながら、研究者たちの最近の研究により、作品は完全にマーソの手になるものと示唆されている。今日、プラド美術館では、作品はマーソの作品であるとしている。

## 作品

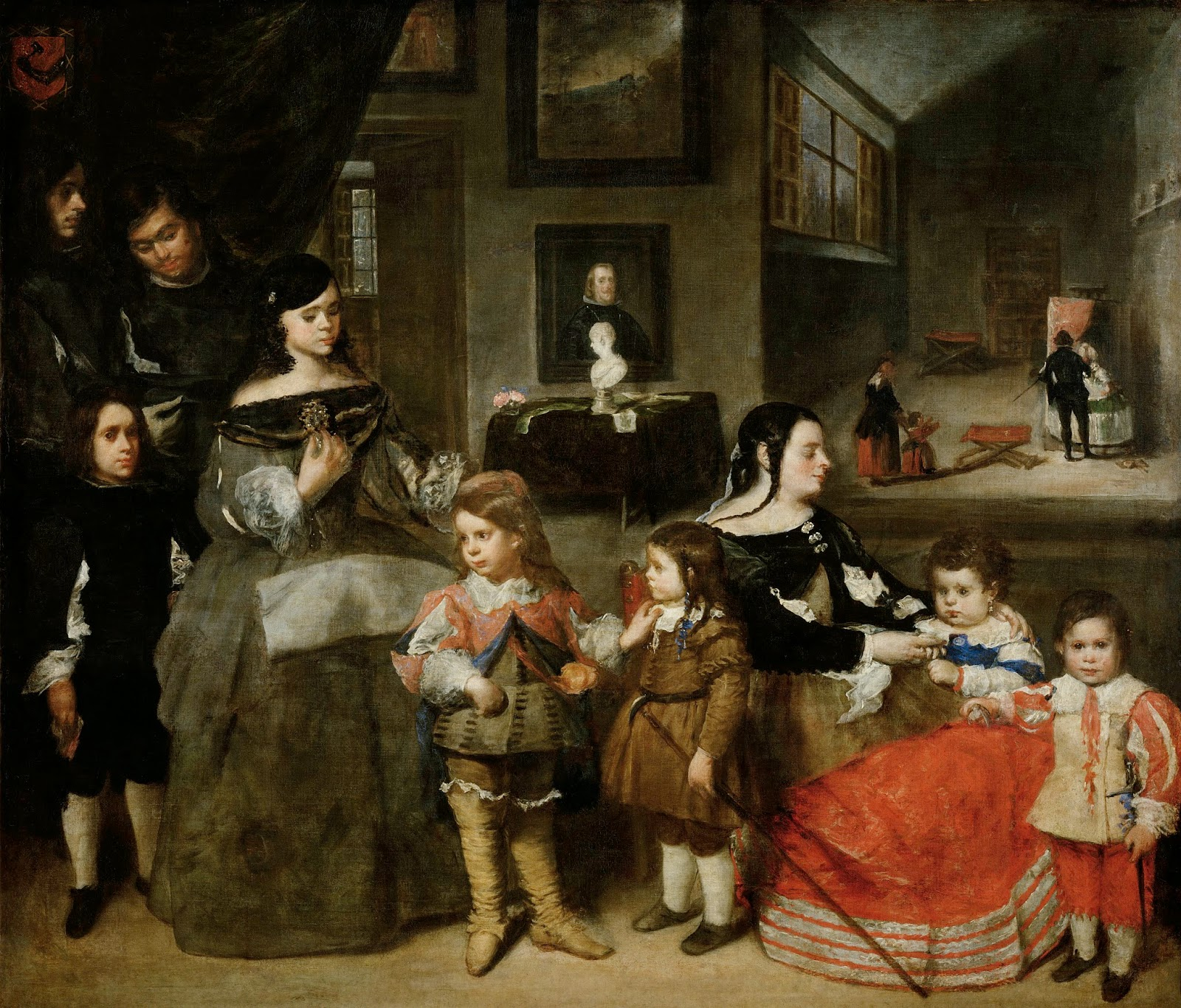
『画家フアン・バウティスタ・マルティネス・デル・マーソの家族の肖像』 (1660-1665年ごろ)、美術史美術館、ウィーン

絵画のマルガリータ・テレサ王女はベラスケスにより最も頻繁に描かれ、『ラス・メニーナス』 (プラド美術館) や『青いドレスのマルガリータ王女』 (美術史美術館、ウィーン)  にも登場する。ベラスケスは、その最晩年に政治的理由およびスペインとオーストリア間の政略結婚のためにオーストリア宮廷に送られた王女の肖像画を制作するのに多大の時間を費やした。『青いドレスのマルガリータ王女』に加え、『ピンクのドレスのマルガリータ王女』と『銀のドレスのマルガリータ王女』は現在もウィーンにある。なお、『ピンクのドレスのマルガリータ王女』の複製がマドリードのアルバ公爵家所有のリリア宮殿に所蔵されているが、ベラスケス以外の画家に帰属されている。
本作のマルガリータ王女は宮廷服姿で正装し、儀式ばった重厚さに満ちている。胸には宝石で散りばめたピンクの大きなブローチ、肩には当時の流行であった白いレース、そして金髪の上には真紅の大きな羽根飾りを着けている。マーソが本作を制作した時、マルガリータ・テレサ王女は神聖ローマ皇帝レオポルト1世と婚約しており、2人は1666年に結婚した。この絵画におけるマーソ構図と色彩の扱いは、義父であったベラスケスの影響を示している。ベラスケスが本作を制作しなかった理由は、おそらく彼の死後に委嘱されたからである。王女の背の高さと背景の椅子により彼女が非常に幼いことが示唆されるが、ずっと気づかれてきたように彼女の顔は9歳よりも上である。ベラスケスが死去した時、彼女は9歳だったにすぎない。
ベラスケスの死後の1661年4月に、空白であった宮廷画家の地位にベラスケスの義理の息子マーソが任命された。彼は、美術史美術館にある自身の『家族の肖像』の中でマルガリータ王女の肖像を制作している姿を描いている。マーソがベラスケスといっしょに30数年間仕事をしたことにより、彼はベラスケスの様式を完全に習得し、同じような方向性で絵画制作をした。そして、しばしばベラスケスに帰属されることになった質の高い魅惑的な作品を創作したのである。本作は、とりわけ印象派の画家たちとその後の画家たちにより筆致の軽やかさが賞賛された。
なお、この絵画は、19世紀までフェリペ4世の最初の結婚 (妃はイサベル・デ・ボルボン) で生まれたマリア・テレサ王女 (後のルイ14世の妃) であると誤認されていた。画家で、当時のプラド美術館館長であったペドロ・デ・マドラーソの1872年の目録でも、いまだにマリア・テレサ王女として誤認されたままであった。後の研究で、彼女がフェリペ4世のマリアナ・デ・アウストリアとの2回目の結婚で生まれたマルガリータ・テレサ王女であることが明らかとなった。

## マルガリータ王女の肖像

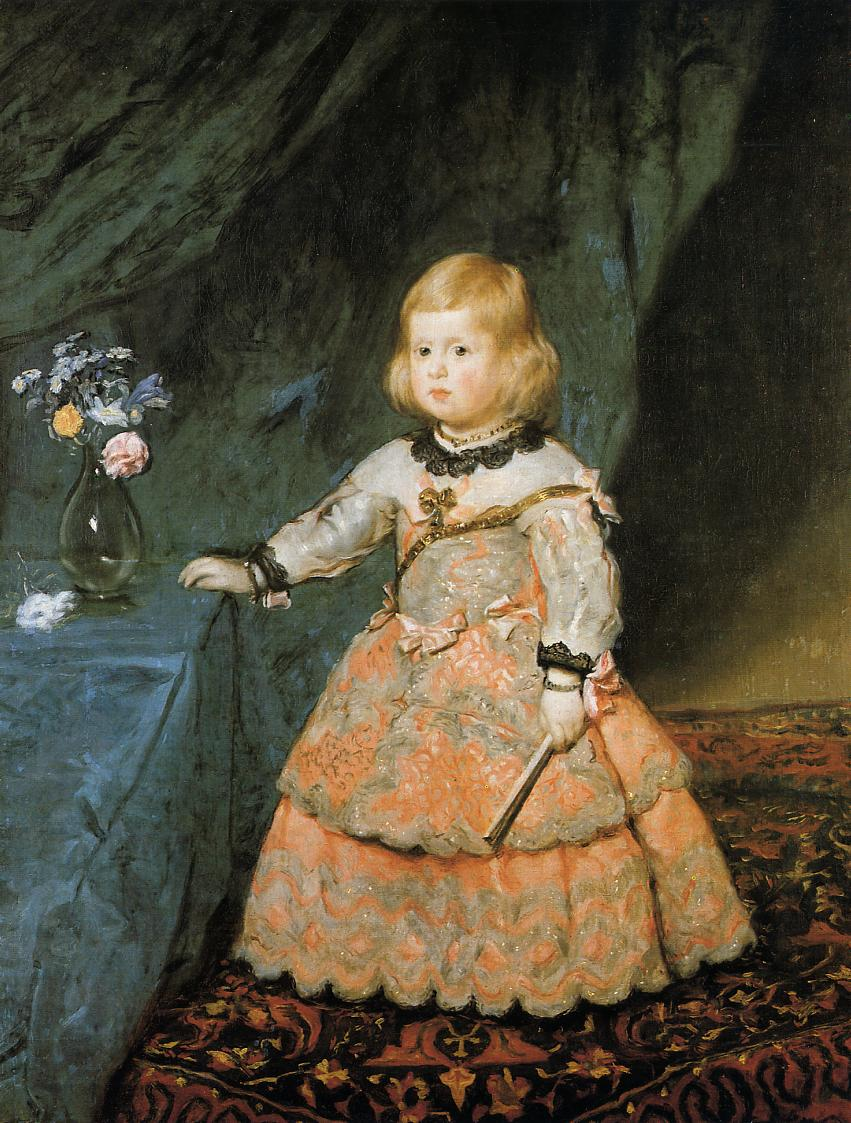
ディエゴ・ベラスケス『ピンクのドレスのマルガリータ王女』、(1653-1654年ごろ)、美術史美術館
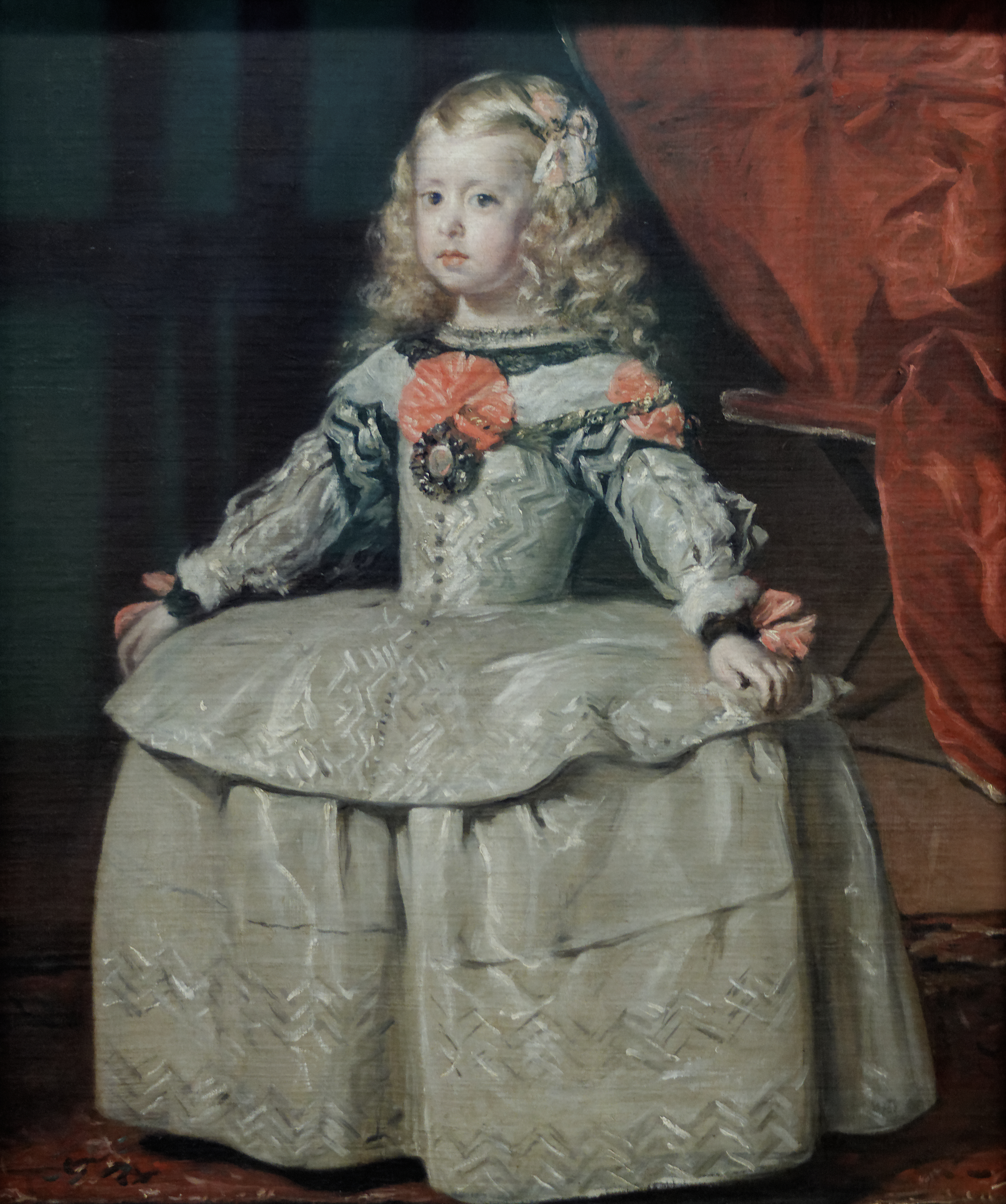
ディエゴ・ベラスケス『白いドレスのマリガリータ王女』、(1656年ごろ)、美術史美術館
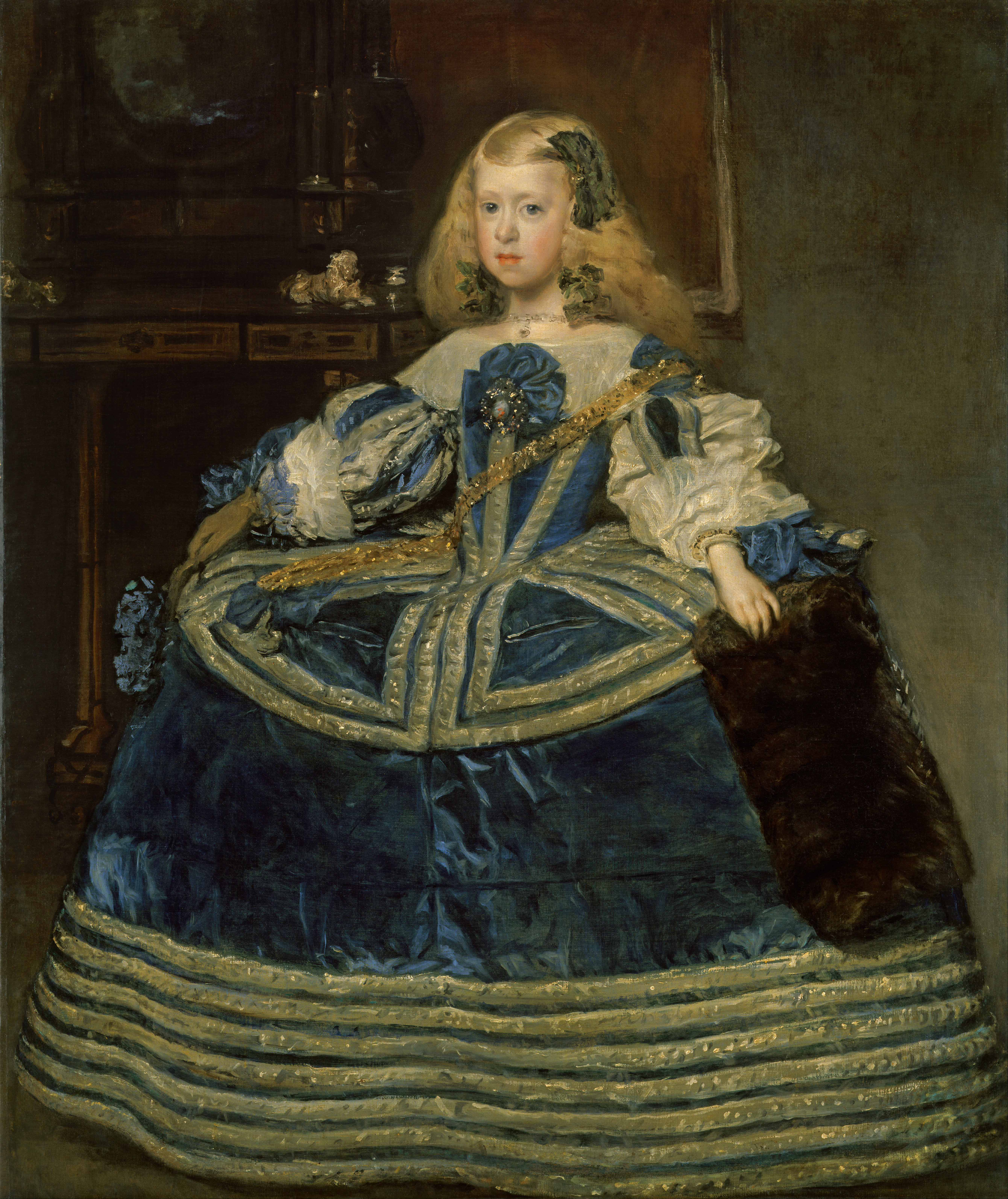
ディエゴ・ベラスケス『青いドレスのマルガリータ王女』、(1653-1654年ごろ)、美術史美術館
ディエゴ・ベラスケス『ラス・メニーナス』、(1656年)、プラド美術館
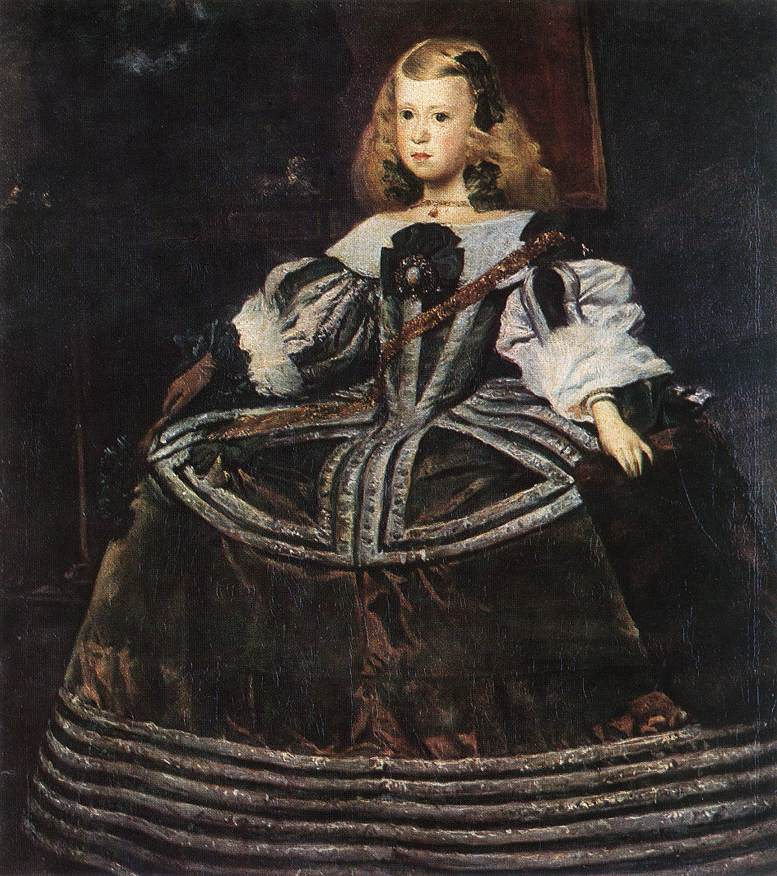
フアン・バウティスタ・マルティネス・デル・マーソ『緑のドレスのマルガリータ王女』、ブダペスト国立西洋美術館